# 鉄拳タッグトーナメント2
『鉄拳タッグトーナメント2』（てっけんタッグトーナメント ツー、Tekken TAG Tournament 2）は、バンダイナムコゲームスが2011年9月14日に稼動開始した3D対戦型格闘ゲームである。鉄拳シリーズの第8作目に当たる。通称「鉄拳TT2」。
2012年3月27日にはバージョンアップ版である『鉄拳タッグトーナメント2 アンリミテッド』（てっけんタッグトーナメント ツー アンリミテッド、Tekken TAG Tournament 2 UNLIMITED、通称：鉄拳アンリミテッド）も稼働を開始した。
また、家庭用版は、2012年9月にPlayStation 3 / Xbox 360用ソフトとして、同年12月にはWii U用ソフトとしてそれぞれ発売された。
2016年3月24日にXbox 360版が後方互換に対応された。

## 内容
本作は旧ナムコ時代にリリースされた『鉄拳タッグトーナメント』（鉄拳TT）と同様に「キャラクターを2人ずつ選んでタッグ戦で闘う」という内容になっている（この内容での新作リリースは12年ぶり）。
過去の登場キャラクターを新技を追加した上で復活させている点も『鉄拳TT』と同様で、アーケード版では三島仁八、オーガ（『鉄拳3』と『鉄拳TT』時のトゥルーオーガに相当）、風間準、アンノウンの4人が復活し、家庭用版ではさらにコンボット、エンシェントオーガ（『鉄拳3』と『鉄拳TT』時のオーガに相当）、エンジェル、州光、ミシェール・チャンなどが復活した。新キャラクターとして、それまではエンディングムービーにしか登場しなかったセバスチャン（リリの執事）と、設定上のみの存在だったスリムボブ（肥満体になる前のボブ）も追加されている。それ以外のキャラクターは基本的に前作『鉄拳6』と『鉄拳6 BLOODLINE REBELLION』からの引き継ぎであるが、本作では三島平八は若くなり、また、ジュリア・チャンがジェイシーと名を変えて登場している。
鉄拳シリーズにおいて、本作からキャラクターの発する言語にドイツ語やポルトガル語などが加わり、よりキャラクターの国籍に応じた会話設定になった。

### システム
ゲームシステムは『鉄拳TT』時に採用していたシステムをベースに、新システムが上乗せされた形となっている。『鉄拳6』と『鉄拳6BR』に登場したレイジシステムやバウンドコンボなども引き継いでいるが、レイジの発動条件についてはタッグ戦であることを考慮したものへと変更されている。
タッグコンボ
対戦相手を浮かせた直後に控えのパートナーと交代し、パートナーが空中コンボを叩き込んでいくシステム。相手側に残されている体力回復可能ゲージも一緒に奪う効果がある。『鉄拳TT』時からあったシステムだが、本作では特定の浮かせ技に加え、キングのボディスマッシュのような崩れダウン誘発技からも可能になっている。
タッグアサルト
控えのパートナーも空中コンボでの追撃に同時参加する新システムで、こちらはダイレクトタッグアサルトまたはバウンド誘発技から始動する。パートナーが参加した分だけ1回のコンボで与えられるダメージは大きくなるが、タッグコンボとは違って体力回復可能ゲージを削れない（アサルトで与えた分は全て体力回復可能ゲージへと変換される）。その上、相手側のパートナーが即座にレイジ状態になるというデメリットもある。
タッグスロー
パートナーとともに対戦相手に投げ技を決め、その隙に交代するというもの。全キャラクター共通コマンドから出せるものと、各キャラクター固有の投げ技から出せるものとがある。これも『鉄拳TT』時からあったシステムだが、タッグスロー発動時に出す投げ技の種類は変更されている。
タッグクラッシュ
ダウンした状態から緊急交代をする新システムで、交代時にはパートナーが上空から対戦相手めがけて急降下する（中段の攻撃判定あり、ダメージ0）。発動させると、発動者の体力回復可能ゲージとパートナーのレイジ状態を失う。
本作では、バルコニーブレイクというステージギミックが新たに追加された。このギミックは、バルコニーのある一部のステージにおいて、バルコニーを破壊して相手を下に落とすものであり、下で待ち構えているパートナーが追撃することも可能である。
本作には従来までにあった各キャラクターの「1Pカラー・2Pカラー」の概念が無く、コスチュームは1種類に統一されているが、4つの攻撃ボタンそれぞれで選択した場合のカスタマイズが可能になった。その他、対戦で自分と相手に同じキャラクターが選択されたとき、後から選択した方は別カラーになるが、先に選んでいたキャラクターが1つでもカスタマイズしていた場合は、後から選んでも別カラーにはならない。
ICカードは従来の専用ICカードからバンダイナムコゲームス共通の「バナパスポートカード」へと変更され、カードスロットから非接触式カードリーダーに変わったことで電子マネー機能付き携帯電話でも戦績保存が可能になった。2011年11月1日からは、同様のシステムを採用しているセガの「Aimeカード」との相互利用も可能になった。カードは従来の「1キャラ1枚」から、カード1枚でキャラクター全員のデータが保存可能になった。なお、段位についてはキャラクターごとの独立したものになっている。
『鉄拳アンリミテッド』では、タッグ戦だけでなく「ソロvsタッグ」や「ソロvsソロ」の対戦が出来るモードが追加された。

### 家庭用版およびWii U版で追加されたシステム
家庭用版には、近接格闘ロボット「コンボット」をカスタマイズする「FIGHT LAB」というモードが収録された。
このモードはヴァイオレットこと李超狼が自社製品「コンボット」を誤って初期化させてしまったために育成し直すという筋書きであり、初心者の練習台であると同時に、熟練プレイヤーがカスタマイズを楽しめる仕組みとなっている。
また、プレイ中のBGMを任意のものに変更できる「Tekken Tunes」という機能も追加された。
CPU側では、カスタマイズ選択不可の背景LEDも存在する。
Wii U版の『鉄拳タッグトーナメント2 Wii U EDITION』（てっけんタッグトーナメント ツー ウィー・ユーエディション）には、プラットフォーム元の任天堂とのコラボレーションとして、マリオシリーズに登場するスーパーキノコや毒キノコを取って体が巨大化 / 縮小化した状態で戦う「キノコバトル」や、マリオやリンクを始めとする任天堂キャラクターを模したコスチュームが収録されている。こちらはAC・PS3・Xbox 360版とは異なり、ステージが多少変更されている。

## 登場人物
アーケード版からの登場キャラクター 
- ラース・アレクサンダーソン
- アリサ・ボスコノビッチ
- レオ
- ザフィーナ
- ミゲル
- ボブ
- 風間仁（かざま じん）
- 三島一八（みしま かずや）[注 2]
- 三島平八（みしま へいはち）
- 三島仁八（みしま じんぱち）
- アーマーキング
- レイヴン
- クレイグ・マードック
- リリ
- セルゲイ・ドラグノフ
- ジェイシー
- キング
- 風間飛鳥（かざま あすか）
- 馮威（フェン・ウェイ）
- ブライアン・フューリー
- 吉光（よしみつ）
- 凌曉雨（リン・シャオユウ）

- ジャック-6（ - シックス）
- クリスティ・モンテイロ
- 花郎（ファラン）
- マーシャル・ロウ
- ポール・フェニックス
- 雷武龍（レイ・ウーロン）
- 李超狼（リー・チャオラン）
- スティーブ・フォックス
- ニーナ・ウィリアムズ
- アンナ・ウィリアムズ
- 白頭山（ペク・トー・サン）
- ロジャーJr.（ - ジュニア）
- クマ
- パンダ[注 3]
- ブルース・アーヴィン
- 王椋雷（ワン・ジンレイ）
- 木人（もくじん）
- 巌竜（がんりゅう）
- エディ・ゴルド
- デビル仁（ - じん）
- 風間準（かざま じゅん）
- オーガ[注 4]

家庭用版での追加キャラクター
- コンボット
- エンシェントオーガ[注 5]
- エンジェル[注 6]
- 州光（くにみつ）
- ミシェール・チャン
- フォレスト・ロウ
- アレックス[注 7]
- プロトタイプ・ジャック
- タイガー・ジャクソン[注 8][注 9]
- 平野美晴（ひらの みはる）[注 10]
- セバスチャン
- スリムボブ
- Dr.ボスコノビッチ
- ヴァイオレット[注 11]

最終ボスキャラクター
- アンノウン[注 12]

## ステージ
Arctic Dream （アークティク・ドリーム） -  フィンランド
クリスマスのフィンランドのステージ。サンタクロースとトナカイがいて、氷彫刻やイルミネーションがある。夜空にはオーロラがあり、時折そりに乗ったサンタクロースが出現する。
Arena （アリーナ） -  日本 東京都
鉄拳タッグトーナメントのコロシアムステージ。
Bountiful Sea （バウンティフル・シー） - 南太平洋
カツオの一本釣りが行われる厳竜丸という漁船のステージ。外にある舳先の台座から巌竜が旗を振っており、巌竜をプレイヤーか相手にしているとそこからいなくなる。
Condor Canyon （コンドル・キャニオン） -  コロンビア
アメリカのグランドキャニオンがモチーフのステージで、ハゲタカやミーアキャットが生息している。バルコニーブレイクが可能で、その下からは恐竜の化石がある。
Dusk after the Rain （ダスク・アフター・ザ・レイン） -  中国
中華料理店のテラスステージ。バルコニーブレイクが可能で、その下には屋台などがあり、地面は雨上がりなのか水たまりがある。
Eternal Paradise （エターナル・パラダイス） -  フィジー
南国リゾート地ステージ。ビキニ姿の女性たちが座っており、キャラクターが近づくとプールに落ちてしまう。プールにはイルカがいる。
Festive Parade （フェスティヴ・パレード） -  アメリカ
ホテルのテラスステージで、外ではバルーンパレードが行われている。大きな窓を壊すと、ホテルの中にいた人々が悲鳴を上げながら逃げていく。
Fontana di Trevi （フォンタナ・ディ・トレヴィ） -  イタリア
トレヴィの泉ステージ。周りには人々が応援している。
Historic Town Square （ヒストリック・タウン・スクエア） -  ドイツ
ブレーメンステージ。周りには野菜やパンの屋台、カフェテラス、オルゴールを鳴らす人、シャボン玉をしている人、花売りの女性がいる。時間が経つとブレーメンの音楽隊に出てくる動物たちが登場する。
Moonlit Wilderness （ムーンリット・ウィルダーネス） -  イギリス
月明かりが照らす遺跡ステージ。鳩が所々いる。壁を壊すことが出来る。
Sakura Schoolyard （サクラ・スクールヤード） -  日本 神奈川県 横須賀市
卒業式が行われている三島高専の校庭ステージ。周りにいる先生や生徒たちの中にパンダがおり、パンダをプレイヤーか相手にしているとそこからいなくなる。
Strategic Space （ストラテジック・スペース） -  アラブ首長国連邦 ドバイ
ランダムセレクト専用ステージ。トレーニングステージ風。バルコニーブレイクと壁壊しと灰色の床を叩きつけて壊すステージギミックが可能。
Tempest （テンペスト） -  ノルウェー
嵐の中の石油プラットフォームステージ。バルコニーブレイクが可能。
Wayang Kulit （ワヤン・クリ） -  インドネシア
ワヤン・クリの上演が行われているステージで、空には多数のスカイランタンが浮かんでいる。
Winter Palace （ウィンター・パレス） -  カナダ
冬の城跡のステージ。バルコニーブレイクが可能。
Hall of Judgement （ホール・オヴ・ジャッジメント） -  日本 奈良県 奈良市
三島仁八・平八専用ステージ。日本の寺がモチーフ。床壊しが可能。
Naraku （ナラク／奈落） -  日本 奈良県 奈良市
トゥルーオーガ専用ステージ。地獄を思わせるステージ。
Heavenly Garden （ヘヴンリー・ガーデン） -  地区不明
風間準専用ステージ。蓮の花がいくつか配置しており、地面は泉になっている。天国を思わせるステージ。
Fallen Garden （フォーレン・ガーデン） -  地区不明
アンノウン専用ステージ。風間準に勝利すると彼女はアンノウンに変身してくる。Heavenly Gardenが禍々しく変貌した地獄を思わせるステージ。泉になっている地面は紫色に染まり、戦闘が進むにつれプレイヤーと相手も紫に染まる。

### 家庭用版追加ステージ
以下のステージは家庭用版にて追加されたステージであり、（★）はPS3版・Xbox 360版の無料ダウンロードコンテンツとして配信されたステージである。
Coastline Sunset （コーストライン・サンセット） -  フィリピン
夕方のフィリピンの海沿いの道路ステージで、周囲には屋台や車がたくさん並んでいる。バスが衝突して倒れた看板が横たわっている。
Extravagant Underground （エキストラヴァガント・アンダーグラウンド） -  ロシア（★）
派手な内観の駅のホーム。壁を壊すことが可能。ダウンロードコンテンツとして確認されている。
Fireworks Over Barcelona （ファイヤーワークス・オーヴァー・バルセロナ） -  スペイン
「ROSA FLAMENCO （ロサ・フラメンコ）」という店名の、フラメンコの舞台があるスペインのバー。外にはサグラダ・ファミリアが見え、夜空には花火が打ち上げられている。バルコニーブレイクが可能で、周りに花壇がある庭で戦うことになる。
Moai Excavation （モアイ・エキスカヴェーション） -  チリ（★）
モアイ像の修復作業場。床壊しのステージギミックが可能。
Modern Oasis （モダン・オアシス） -  サウジアラビア（★）
高層ビルの大型エレベーター。
Odeum of Illusions （オデオン・オヴ・イリュージョンズ） -  ポーランド（★）
マジックショーを開催している劇場の大ホール。時間が進むにつれて舞台にいるマジシャンが様々なマジックを披露する。客席の上には空中浮遊をしている2人の美女がいる。
Riverside Promenade （リヴァーサイド・プロメナード） -  フランス
セーヌ川が流れる雨のパリの橋。バルコニーブレイクが可能で、その下で戦うことになる。外にはエッフェル塔が見える。
Snoop Dogg （スヌープ・ドッグ） -  アメリカ
家庭用版の初回特典として封入されているダウンロードコードを入力することで入手できるステージ。アメリカのヒップホップミュージシャンのスヌープ・ドッグとのコラボレーションであり、ステージサイドにはスヌープ本人も登場しているほか、専用BGMとして彼が書き下ろした『KNOCC 'EM DOWN』が流れる。
Tropical Rainforest （トロピカル・レインフォーレスト） -  ブラジル
バルコニーブレイクが可能で、下にはヴァイオレットシステムズ社の研究所がある熱帯雨林が広がっている。
Tulip Festival （チューリップ・フェスティヴァル） -  オランダ
祭りが行われているオランダのチューリップ畑。

## 開発

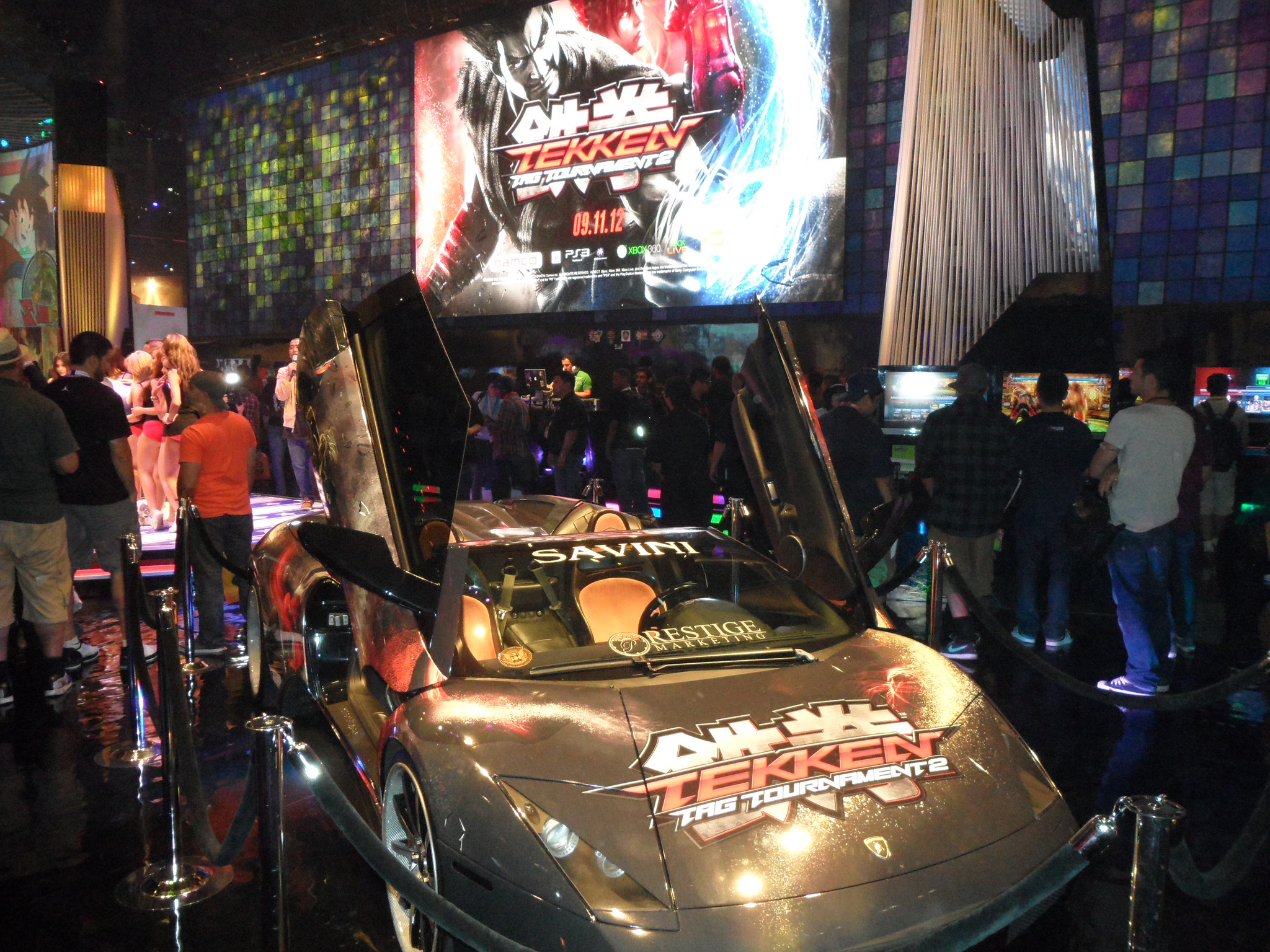
Electronic Entertainment Expo 2012にて出展された本作

シリーズのプロデューサーである原田勝弘は2010年9月17日、ツイッターを通じて東京ゲームショウの闘劇ブースで新作を披露することを明らかにした。
この時点で、『鉄拳 X ストリートファイター』または『鉄拳7』のいずれかに関連する情報ではないかという憶測が流れた。
翌日の9月18日、原田は予告通り東京ゲームショウ2010の闘劇ブースにて『鉄拳タッグトーナメント』の続編にあたる本作の制作発表を行った。
日本では2011年夏の稼働開始を予定していたが、東日本大震災により、同年秋に延期となった。
World Cyber Games 2010にて、原田は家庭用版を出すと話し、限定キャラクターやおまけモードの導入を明らかにした。また、原田は家庭用版は『ストリートファイター X 鉄拳』と『鉄拳 X ストリートファイター』の間に発売する予定であると話した。

### 制作
本作の開発は、家庭用版『鉄拳6』の開発が終了した2010年頃から始められた。
本作の家庭用版は4人のキャラクターを同時に描画できることを売り出すという方針が立てられ、長い開発期間が設けられた。
『鉄拳6』と『鉄拳6BR』で使われたPlayStation 3基板SYSTEM357では4人のキャラクターを同時に描画するには負荷が大きすぎることから基板をSYSTEM 369に変更した。また、バンダイナムコが開発した『大乱闘スマッシュブラザーズ for Wii U』などで使われた可変解像度描画システムを導入することとなり、開発チームはプログラムや描画システムを一から作り直した。
開発チームの一員である米盛祐一はファミ通とのインタビューの中で、『鉄拳5』から『鉄拳6』に移行する時よりも大量の素材を制作したのではないかと振り返っている。
『鉄拳3』をベースとしていた前作は、キャラクターの個別化が不十分だったため、たとえば三島家の誰かの使い方をマスターしていれば、性能が似ている別の誰かを扱うことも出来た。
それから12年の間、開発チームが要望に応え続けてきたことにより、キャラクターの個別化が進み、システムも増えた。
結果としてコンパチキャラクターが減少し、本作の稼働から1ヶ月後に「1キャラクターしか使えず、パートナーを選べない」という問題が浮上した。
開発チームはすぐさまゲームバランスやシステムの見直しに踏み切り、アップデート版である『鉄拳タッグトーナメント2 アンリミテッド』として発表した。
また、1キャラクターしか扱えないという要望に応えるため、通常のタッグ戦のほかにソロモードや1対2で戦うモードが追加された。
さらに、タッグを組む2キャラクターを2人で操作するというペアモードも追加された。このペアモードは『ストリートファイター X 鉄拳』のスクランブルモードに近い。
『鉄拳アンリミテッド』のソロモードにおけるレイジシステムは『鉄拳6』のそれを継承した一方、タッグモードでは新しくパートナーにもレイジシステムが適用された。
キャラクターの体力が一定数を下回るとレイジが発動して技が強化され、キャラクターから赤いオーラが発せられ、体力ゲージが赤く点滅する。
また、キャラクターが一定回数攻撃を受けると、パートナーのライフバーが点滅する。もし、自分がダウンした時点でパートナーの体力ゲージが点滅していた場合、パートナーが強化される。

### 家庭用版
家庭用版は『鉄拳アンリミテッド』をベースとしており、同作に登場した44人に加え、新しいキャラクターが登場し、最終的には史上最多の59人のキャラクターが登場することとなった。
家庭用向けの追加キャラクター選定にあたり、開発チームは要望の多いキャラクターに加え、『鉄拳TT』のメリットを生かせるようにするため、独特の性能を持つキャラクターと似た系統の持つキャラクターを出すことにした。
また、近接格闘ロボット「コンボット」を育成する「FIGHT LAB」というモードが新しく追加された。
カスタマイズされたコンボットは見た目だけではどのような技を持っているのかわからないことから、競技性の高いランクマッチではコンボットを使えないようにするなど、「FIGHT LAB」の導入は慎重に行われた。
PlayStation 3版とXbox 360版は3D立体視に対応しており、プレイヤーがエフェクトを調整することが出来る。
家庭用版の初回限定特典として、男性や動物も含めたほぼ全キャラの水着コスチュームやリリ専用のコスチュー「ふわふわスカート」、4人の追加キャラクターと追加ステージがダウンロードできるコードが付属した。家庭用版の恒例として、大暮維人（アンナ）、コヤマシゲト（アリサ）、サイモン・ビズリー（平八）、皆川亮二（ミゲル）、いのまたむつみ（ジェイシー）、寺田克也（州光）といった著名な漫画家が手掛けたコラボコスチュームが登場したほか、フジサワトミオ、山下しゅんや、JUNNYの3名が手掛けたキャラパネルも登場した。
加えて、「World Tekken Federation」というウェブサイトが開かれ、プレイヤーが試合データを確認できるようになった。
プレイヤーはこのサービスを通じて他のプレイヤーとチームを組んだり、オンライン対戦を楽しむことが出来るほか、世界中のプレイヤーとリアルタイムでリーダーボードを使うことが出来た。
2012年11月13日に北米の PlayStation Network にてダウンロード販売が開始され、2012年11月21日には欧米のPSNでの配信が開始された。
同年12月末には Xbox Liveでの配信も行われた。

#### Wii U版
Wii Uのローンチタイトルとして2012年12月8日に発売された。ロサンゼルスで開かれたE3 2011に出展された時点では、Wii U用『鉄拳』の新作という情報しか明らかにされておらず、タイトルもつけられていなかった。
翌年のE3 2012にて、本作がPS3とXbox 360に続いて、『鉄拳タッグトーナメント2 Wii U EDITION』としてWii Uに移植されることが明らかとなった。
Wii U版は、サードパーティー製のWii U用ゲームで初めて、パッケージ販売とNintendo eShopでのダウンロード販売が実施された。日本では、パッケージ版よりもダウンロード版の価格が若干安くなっていた。
Wii U版では任天堂とのコラボレーションの一環として、マリオシリーズに登場するスーパーキノコなどによる状態変化を用いて戦う「キノコバトル」といったモードや、マリオや『メトロイド』などをモチーフとした衣装が追加された。
また、Wii U版には限定コンテンツや、Xbox 360版とPS3版のDLC類が最初から収録されている。

### 音楽
本作の音楽は、遠山明孝、佐野信義、岡部啓一、濱本理央、井上拓、椎名豪が手がけた。
家庭用版ではこれらのメンバーに加え、矢野義人、渡辺量、細江慎治、佐宗綾子、三宅優、帆足圭吾が音楽を手がけた。

## その他
- PS3用ゲームソフト『リッジレーサー アンバウンデッド』（日本未発売）に初代リッジレーサーの主役車であるF/A Racingをモチーフとした車種「RIDGE RACER」のボンネットにF/Aのかわりに本作のロゴが描かれている。なおこの車種は通常では入手不可。また、カラーペイントに本作をモチーフとしたペイントが存在する（このペイントも通常では入手不可）[37]。
- PSP用ソフト『アクセル・ワールド -加速の頂点-』の初回限定盤付属のOVA内で主人公のハルユキが本作をプレイするシーンがあり、アニメ内に一部本作の映像が流用されている。
- ソーシャルゲーム『アイドルマスター ミリオンライブ!』とのコラボで本作のキャラのコスプレをしたアイドルが描かれたバナパスポートカードが限定販売された[38]。